# Vidaillat
 Vidaillat  es una localidad y comuna de Francia, en la región de Lemosín, departamento de Creuse, en el distrito de Guéret y cantón de Pontarion.
Su población en el censo de 1999 era de 162 habitantes.
Está integrada en la Communauté de communes du Pays Creuse Thaurion Gartempe.